# La Garçonnière (South Park)
Pour les articles homonymes, voir La Garçonnière.
La Garçonnière (Clubhouses en version originale) est le douzième épisode de la deuxième saison de la série animée South Park, ainsi que le 25e épisode de l'émission.

## Synopsis
Alors que Stan doit construire une garçonnière pour jouer à Action ou vérité ? avec Wendy Testaburger, ses parents se séparent.

## Mort deKenny
Des adolescents se mettent à pogoter et piétinent Kenny. Cartman crie « Oh mon Dieu ! Ils ont tué Kenny ! » et Kyle, qui passait devant la garçonnière de Cartman, dit « Espèces d'enfoirés ! », probablement sans savoir ce qu'il s'y passe.